# اس‌ام یو-۱۰۶

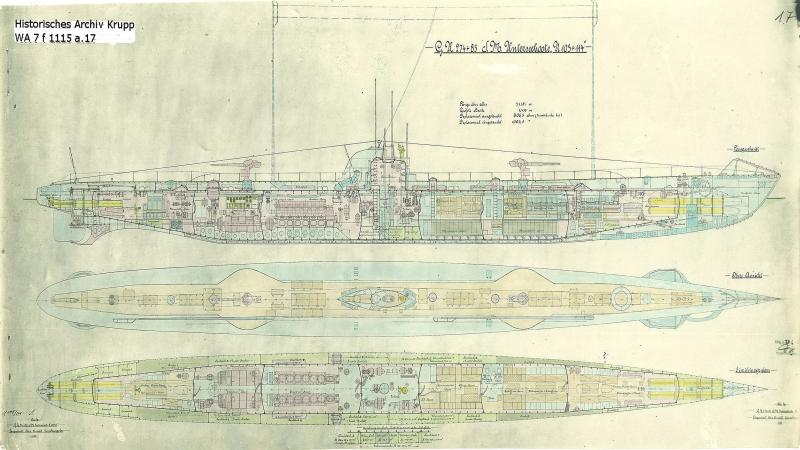
اس ام یو

اس‌ام یو-۱۰۶ (به انگلیسی: SM U-106) یک زیردریایی بود که طول آن ۷۰٫۶۰ متر (۲۳۱٫۶ فوت) بود. این زیردریایی در سال ۱۹۱۷ ساخته شد.